# Lily (映画)
『Lily』（リリィ）は2010年のアメリカ映画。

## あらすじ
新進気鋭の若手脚本家、ヴィンセント・ナイトは5年前に華々しく脚本家としてデビューを飾って以来、長いスランプ状態に苦しんでいる。映画会社は、そんなヴィンセントに最後通告として、一週間以内に脚本を仕上げる様に命令する。窮地に立たされたヴィンセントは、同棲中の長年の恋人との実生活をベースにしたラブ・ストーリーを書き始めるが、すぐにアイデアにつまってしまう。ヴィンセントはある方法によって物語のアイデアを掴もうとするが、これによってヴィンセントと彼女の関係に予想もしなかった変化が訪れる。すっかり変わってしまったヴィンセントと彼女の関係は、ヴィンセントの書く物語に影響を与え、二人の実人生と不思議な形で交わり始めるのであった…。

## 登場人物・キャスト
- ヴィンセント・ナイト - ジョシュ・ロング
- ヴィンセントの彼女 - レベッカ・ジェンセン
- エージェント・ボブ - ジョン・ボーレン
- シーラ - ルアナ・パラーモ
- リン - キャリー・ラトルッジ

## スタッフ
- 原作・脚本・監督： 中島央
- 音楽： 坪口昌恭
- 製作： アラン・ノエル・ヴェガ
- 撮影： 豊田実
- 編集： 水谷明希
- 美術： メリッサ・ユウ
- 録音： ケント・オーイワ、マーク・アーミアン
- キャスティング・ディレクター： クリステル・タバンキュラ